# 马里奥·凯伦特里奇
马里奥·凯伦特里奇（1973年1月30日—），克罗地亚男子手球运动员。他曾代表克罗地亚国家队参加1999年、2001年和2003年世界男子手球锦标赛，其中2003年世锦赛获得冠军。